# DVD-RW

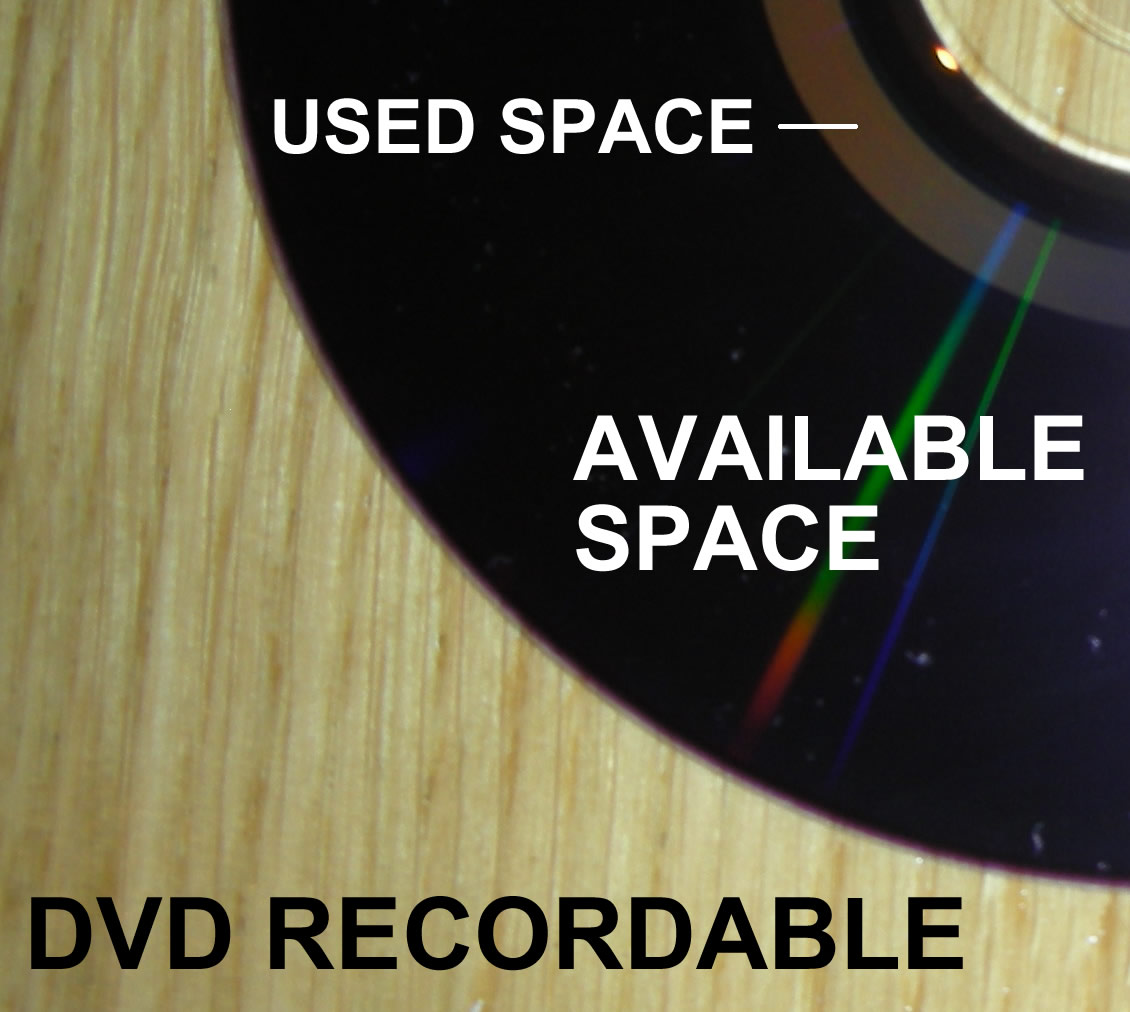
Dữ liệu nhúng: Đĩa DVD-R (cũng áp dụng cho DVD + R) được ghi một phần. Dữ liệu được ghi vào đĩa bằng tia laser.

DVD ghi và DVD ghi nhiều lần là công nghệ ghi đĩa quang. Cả hai thuật ngữ đều mô tả các đĩa quang DVD có thể được ghi bằng máy ghi DVD, trong khi chỉ các đĩa 'có thể ghi lại' mới có thể xóa và ghi lại dữ liệu nhiều lần. Dữ liệu được ghi vào đĩa bằng laser, thay vì dữ liệu được 'đưa/nhấn' vào đĩa trong quá trình sản xuất, như DVD-ROM. Việc ghi theo kiểu đưa/nhấn được sử dụng trong sản xuất hàng loạt, chủ yếu để phân phối video gia đình.
Giống như CD-R, DVD có thể ghi sử dụng thuốc nhuộm để lưu trữ dữ liệu. Trong quá trình đốt cháy một bit, cường độ của tia laser ảnh hưởng đến tính chất phản xạ của thuốc nhuộm bị đốt cháy. Bằng cách thay đổi cường độ laser nhanh chóng, dữ liệu mật độ cao được ghi trong các rãnh một cách chính xác. Vì các rãnh ghi được làm bằng thuốc nhuộm tối, mặt dữ liệu của đĩa DVD có thể ghi có màu riêng biệt. DVD bị cháy có cơ hội không đọc được cao hơn so với DVD bị ép, do sự khác biệt về tính chất phản chiếu của thuốc nhuộm so với chất nền nhôm của đĩa ép.